# Kiotina resplendens
Kiotina resplendens är en bäcksländeart som beskrevs av Banks 1939. Kiotina resplendens ingår i släktet Kiotina och familjen jättebäcksländor. Inga underarter finns listade i Catalogue of Life.